# فيليب ما
فيليب ما هو سائق سباق صيني، ولد في 1 مايو 1963 في هونغ كونغ في الصين.

## روابط خارجية
- فيليب ما على موقع DriverDB.com (الإنجليزية)